# Schinopsis glabra
Schinopsis glabra är en sumakväxtart som först beskrevs av Adolf Engler, och fick sitt nu gällande namn av F.A. Barkley & T. Meyer. Schinopsis glabra ingår i släktet Schinopsis och familjen sumakväxter. Inga underarter finns listade i Catalogue of Life.